# カヴァリエット
カヴァリエット（伊: Cavaglietto）は、イタリア共和国ピエモンテ州ノヴァーラ県にある、人口約400人の基礎自治体（コムーネ）。
ピエモンテ語でCavajet。

## 地理

### 位置・広がり
| 隣接するコムーネは以下の通り。 - バレンゴ - カヴァーリオ・ダゴーニャ - フォンタネート・ダゴーニャ - スーノ - ヴァプリオ・ダゴーニャ |